# Dundee (Quebec)
Dundee es un municipio-cantón de la provincia de Quebec en Canadá y es una de las 1135 municipalidades en las que está dividido administrativamente el territorio de dicha provincia. Cálculos gubernamentales estiman que en fecha del 1° de julio de 2011 en la municipalidad habían 412 habitantes. Dundee se encuentra en el municipio regional de condado de Haut-Saint-Laurent y a su vez, en la región del Vallée-du-Haut-Saint-Laurent en Montérégie.

## Geografía
El territorio de Dundee se encuentra por la ribera derecha del río San Lorenzo al suroeste de Haut-Saint-Laurent. Es ubicado entre Saint-Anicet al noreste, Godmanchester al este, el estado estadounidense de Nueva York al sur, Akwesasne al oeste y el lago Saint-François al noroeste. Por ribera opuesta del lago se encuentra South Glengarry, en la provincia vicina de Ontario. Tiene una superficie total de 84,02 km² cuyos 81,93 son tierra firme.

## Política
Está incluso en el MRC de Haut-Saint-Laurent. El consejo municipal está compuesto por 6 consejeros sin división territorial. La alcaldesa actual (2015) es Jean M. Armstrong. El territorio del municipio forma parte de las circunscripciones electorales de Huntingdon a nivel provincial y de Beauharnois−Salaberry a nivel federal.
|            | 2009-2013                                                                                  | 2013-2017                                                                                    |
| Alcalde    | Jean Armstrong                                                                             | Jean Armstrong                                                                               |
| Consejeros | Michel Crête Kenneth Fraser Linda Gagnon Yves Lalonde Justin Neuwenhof Clément Quenneville | Kenneth Fraser Linda Gagnon Yves Lalonde Raymond Lazure Justin Neuwenhof Clément Quenneville |

## Demografía
Según el censo de Canadá de 2011, había 408 personas residiendo en esta ciudad con una densidad de población de 5,8 hab./km². Los datos del censo mostraron que de las 436 personas censadas en 2006, en 2011 hubo una diminución de 28 habitantes (6,4 %). El número total de inmuebles particulares resultó de 336. El número total de viviendas particulares que se encontraban ocupadas por residentes habituales era de 167, otras eran en gran parte segundas residencias.